# Lü Jiamin
Lü Jiamin (chiń. 呂嘉民; pinyin: Lǚ Jiāmín; ur. 1946 w Jiangsu) – chiński pisarz oraz nauczyciel akademicki, najbardziej znany ze swojej książki Wilczy Totem, wydanej w 2003 roku.

## Życiorys

### Młodość
Lü urodził się w 1946 roku w prowincji Jiangsu. Jego rodzice, od lat 20., byli członkami Komunistycznej Partii Chin. Podczas drugiej wojny japońsko-chińskiej służyli w armii walczącej przeciwko Cesarstwu Japońskiemu. Po wojnie, kiedy Mao Zedong ogłosił powstanie Chińskiej Republiki Ludowej, matka Lü zaangażowała się w edukację i zaczęła prowadzić szkołę dla pielęgniarek w prowincji Jiangsu. Ojciec natomiast piastował stanowisko kierownicze w Ministerstwie Zdrowia.
W 1957 roku matka Lü zmarła z powodu nowotworu. Tego samego roku rodzina przeniosła się do Pekinu, gdzie młody Lü zaczął uczęszczać do szkoły średniej działającej przy Chińskiej Centralnej Akademii Sztuk Pięknych. Tutaj podał również w swój pierwszy konflikt z władzą, kiedy to w 1964 roku stworzył plakat krytykujący ostatnią polityczną kampanię w kraju. Został wtedy określony "kontrrewolucjonistą".
W czasie Rewolucji kulturalnej, ojciec Lü został oskarżony o wspieranie kapitalistycznych tendencji i pobity niemal na śmierć. Pomimo tego incydentu, młody Lü przyłączył się do Hunwejbini, gdzie osiągnął pozycję zastępcy przewodniczącego grupy w swoim koledżu. Współcześnie pytany o to, dlaczego przyłączył się do Czerwonej Gwardii po tym, co spotkało jego ojca, odpowiada: "oczywiście, miałem wątpliwości w mojej głowie w tamtym czasie. Wierzyłem jednak, że wszystko idzie w lepszym kierunku... Odbywał się we mnie konflikt pomiędzy maoistycznymi teoriami, a liberalnymi zachodnimi teoriami."

### Pobyt w Mongolii Wewnętrznej
W 1967 roku, Lü jako wolontariusz został wysłany do Dong Ujimqin Qi w Mongolii Wewnętrznej, w celu edukowania oraz pracowania z tamtejszymi nomadami. W owym regionie spędził jedenaście lat życia, studiując historię, kulturę oraz tradycję mongolską. Szczególnym zainteresowaniem darzył mitologię związaną z wilkami żyjącymi na stepach, studiując w czasie wolnym historie z nią związane oraz zajmując się osieroconym wilkiem.  

### Powrót i wydanie książki
W 1978 roku wrócił do Pekinu, gdzie kontynuował swoją naukę na Chińskiej Akademii Nauk Społecznych, aby następnie otrzymać tytuł profesora nadzwyczajnego na Chińskim Uniwersytecie Pracy (aktualnie Chiński Instytut Relacji Przemysłowych). Okres życia Lü od 1978 do zakończenia jego pracy na akademii w 2006 roku nie jest do końca znany. Sam pisarz niechętnie mówi o wydarzeniach z tamtych lat, chociaż potwierdza informacje, jakoby był więziony łącznie przez ponad trzy lata. Najpierw za uczestnictwo w pekińskiej wiośnie w latach 1978-1979, a następnie za udział w protestach na placu Tian’anmen w 1989 roku. 
Pomysł napisania książki pojawił się już podczas pobytu w Mongolii Wewnętrznej w 1971 roku. Jej pierwszy pełny szkic był jednak dopiero gotowy w 1997 roku, a wydano ją w 2003 roku. Wówczas nie podano prawdziwego imienia i nazwiska autora. Lü Jiamin ukrywał się pod pseudonimem Jiang Rong (姜戎), co potem tłumaczył chęcią ukrycia swojej tożsamości przed Ministerstwem Bezpieczeństwa Publicznego ChRL. Dopiero w 2007 roku Lü ujawnił swoje pełne imię i nazwisko, kiedy to otrzymał nagrodę Man Asian Literary Prize.   

## Twórczość
- Wilczy Totem, tłum. Małgorzata Religa, Wydawnictwo Akademickie Dialog (2020)